# Filippinske Hav
18°N 134°Ø / 18°N 134°Ø
Filippinske Hav eller Filippinerhavet er et hav i Stillehavet som omkranses af Filippinerne, Taiwan og Japan i vest, af Marianerne og Palau i øst og Indonesien i syd.
Filippinske Hav udgør sin egen lithosfæreplade – Filippinerpladen – som hører under Aurasiapladen. Ved denne kollisionen dannes en række vulkanøer fra Halmahara i syd til Honshū i nord, som er havets afgrænsning mod vest. Samtidig dukker Stillehavspladen under Filippinerpladen og danner bl.a. øerne Palau, Guam, Marianerne og en række japanske øer fra Iwo Jima til Honshū. Der er oceangrave på begge sider af det Filippinske Hav – bl.a. Filippinergraven ved Filippinerne og Marianergraven ved Marianerne.